# Ramon Pellicer i Colillas
Ramon Pellicer i Colillas (Barcelona, 4 de novembre de 1960) és un periodista català que ha treballat tant en ràdio com en televisió. En la seva trajectòria periodística destaca la tasca com a presentador del Telenotícies de Televisió de Catalunya.

## Vida professional
La seva carrera ha estat fonamentalment vinculada al món de la televisió. És present a la pantalla de Televisió de Catalunya des del 1988. El novembre del 1988 debuta presentant el Telenotícies migdia, on segueix fins al març del 1992. Va ser presentador i director del programa Actual, precursor d'Entre Línies, a principis dels 90. El 1992, dirigeix i presenta al Canal 33 el programa d'actualitat Scanner. El mateix any, quan TV3 inicia la seva programació matinal, presenta el magazine informatiu Bon dia, Catalunya juntament amb Mari Pau Huguet. El setembre de 1993 fa el salt a Televisió Espanyola per fer-se càrrec de la presentació, edició i codirecció del Telediario, al costat d'Elena Sánchez, i dos anys més tard assumeix la direcció de l'informatiu tot sol.
Del 1995 endavant compaginà el Telediario amb l'espai d'actualitat Testigo directo, també a TVE. A partir de setembre de 1996, després del nomenament d'Ernesto Sáenz de Buruaga com a director d'informatius de TVE, és rellevat en les seves funcions al capdavant del Telediario, si bé va continuar amb Testigo directo fins a 1997.
El 1997 tornà a Televisió de Catalunya per presentar l'espai de debat Domini públic, al que seguiria el magazín informatiu Entre línies, que va conduir entre 1998 i 2007. En aquesta mateixa cadena ha presentat l'espai Tr3s D i des de març de 2007 és presentador i editor del Telenotícies vespre, l'informatiu més vist a Catalunya.
A partir del 2000 també va col·laborar en la cadena de ràdio RAC1, on va presentar el programa L'auditori. El 2004 va presentar la Marató.
També és el fundador de la productora audiovisual Sticakí. que produeix continguts televisius i radiofònics com el programa de reportatges Entre línies, al qual sempre ha estat vinculat. Durant els primers vuit anys, com a director i presentador i, després, com a productor executiu.
Té el seu imitador al programa Polònia de TVC, interpretat per l'humorista Carlos Latre.
L'octubre de 2013 es va saber que a partir del gener de 2014 deixaria de presentar el Telenotícies vespre al costat de Raquel Sans, per editar els informatius de cap de setmana, que presenta amb Cristina Riba.
L'any 2006 va obtenir el Premi Lliri de l'Associació de Dones Periodistes de Catalunya.